# Kloster Pivoň

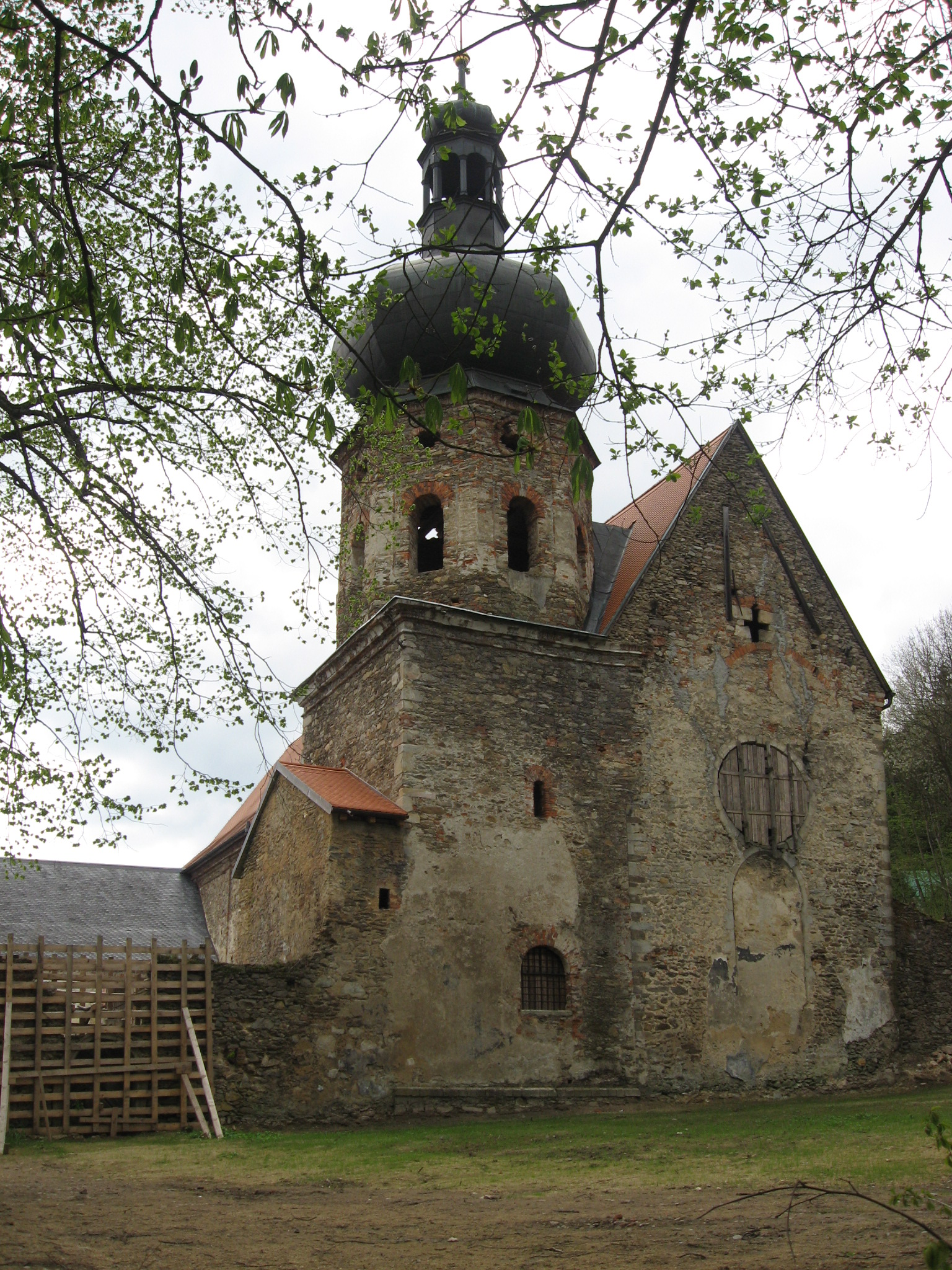
Kloster Pivoň

Das Kloster Pivoň (deutsch: Kloster Stockau) ist ein ehemaliges Kloster der Augustiner-Eremiten in Pivoň, Ortsteil der Gemeinde Mnichov im Okres Domažlice in Tschechien.

## Geschichte

### Ungesicherte Frühzeit
Einige Quellen besagen, dass Stockau im Jahr 932 von bayerischen Eremiten gegründet wurde. Nur eine Legende ist es, dass im Fußboden der Kirche von Valtířov (deutsch: Waltersgrün) angeblich eine Metalltafel gefunden worden sei, auf der König Heinrich III. mit der Jahreszahl 1041 als Gründer von Stockau verzeichnet sei; von dieser und einer zweiten, angeblich die Gründung von Waltersgrün dokumentierenden Tafel existieren lediglich Fotos, so dass die Annahme naheliegt, dass es sich um Fälschungen aus der Zeit nach 1946 handelt.
Die Legende berichtet, dass bei der Schlacht bei Biwanka 1040 zwischen Břetislav I. von Böhmen und König Heinrich III., die mit einem Sieg für Břetislav I. endete, entweder Břetislav I. oder Heinrich III. ermattet in Stockau auf einem Baumstumpf (Baumstock) ausruhte. Nach der gewonnenen Schlacht habe Herzog Břetislav I. von Böhmen aus Dankbarkeit in Stockau die erste Kirche errichten lassen. Daher der Name Stockau. Von diesem Baumstumpf wurde noch im 18. Jahrhundert gesagt, dass er sich unter dem Altar der Klosterkirche befindet. In der Kirchengeschichte Frinds ist die Weihe der Stockauer Klosterkirche im Jahr 1047 verzeichnet.

### 12. bis 14. Jahrhundert
Kloster Stockau wurde von bayerischen Wilhelmiten, die nach dem Ende des zweiten Kreuzzuges 1149 aus dem Kloster Schönthal einwanderten, gegründet.
1256 zwang Papst Alexander IV. die Wilhelmiten die Ordensregel des hl. Augustinus zu übernehmen.
Statt ihrer bisher weißen Gewänder mussten sie nun schwarze Kutten mit einem schwarzen Ledergürtel tragen.
Das Kloster in Pivoň war das erste Augustinerkloster in Böhmen. Von dort aus wurde die Umgebung, z. B. Pšovka (Schopka) bei Mělník, christianisiert.
Die Augustiner von Pivoň waren sehr aktiv und gründeten in der Umgebung von Pivoň viele Orte, die teilweise nach ihren Gründervätern benannt wurden:
1120 gründete Frater Walther Grünes den Ort Waltersgrün,
1130 gründete der Mönch Georgi Fronhauser Frohnau.
Außerdem gründeten sie Glaserau, Heiligenkreuz, Münchsdorf, (Alt-)Gramatin (tschechisch: Starý Kramolín),
Kleinsemlowitz, St. Georgen (auch: Rokosin, Rokesin, tschechisch: Rakos, Rokošín, untergegangen, der Rokošínský vrch nördlich von Poběžovice erinnert noch daran),
Linz, Schiefernau, Tannawa und Trasenau.
Außerdem züchteten sie Heilpflanzen, errichteten eine Apotheke, legten Pottaschesiedereien, Getreide- und Papiermühlen, einen Waffenhammer und ein Brauhaus an.
Sie pflanzten Getreide, Knollenfrüchte, Gemüse und Hopfen und züchteten Schnecken und Forellen.

### 15. bis 17. Jahrhundert
1421 wurde das Kloster zeitweise von Hussiten besetzt. Die Brüder flüchteten sich in die Wälder.
1573 brannte es durch Unvorsichtigkeit ab und wurde 1595 wieder aufgebaut.
Im Rahmen der Reformation und des Dreißigjährigen Krieges gelangte das Kloster in den Jahren 1615 bis 1620 mehrfach vorübergehend in den Besitz des protestantischen Peter III. von Schwanberg (* 1581, † Prag 20. Mai 1620, Kreishauptmann des Pilsener Kreises und 1619 gewählter Landesdirektor des Königreich Böhmen) je nachdem sich die Machtverhältnisse zugunsten der Protestanten oder der Katholiken verschoben.
1641 wurde es von den Schweden besetzt, ausgeraubt und niedergebrannt. Während der Besetzung flüchteten sich die Ordensbrüder in die Wälder.

### 18. Jahrhundert bis zur Gegenwart
1783 hatte das Kloster in 17 Priester und 12 Studierende mit 5 Laienbrüdern.
Die Studierenden schlossen ihr Studium an der Universität in Prag ab. 1785 wurde das Kloster im Rahmen der Josephischen Reform auf Befehl von Kaiser Joseph II. aufgehoben. Es hatte 141835 Gulden Klostervermögen und wurde für 148835 Gulden an den Religionsfonds abgetreten. Die Ordensbrüder bekamen auf Anordnung von Joseph II. ein monatliches Gehalt von 16 Gulden. 1800 wurde das Kloster an den Landesadvokaten Dr. Stöhr verkauft, dessen Söhne es an den Grafen Thun weiter verkauften. Dieser schlug es zur Herrschaft Ronsperg, die ab 1864 der adligen Familie Coudenhove-Kalergi gehörte. Die Coudenhove-Kalergi nutzten die Klostergebäude als Schloss.
Die Klosterkirche wurde Dorfkirche von Stockau. Nach einem Brand 1953 blieb die Kirche als Ruine zurück.

## Baugeschichte des Klosters
Die Klosterkirche wurde in frühgotischem Stil in der zweiten Hälfte des 13. Jahrhunderts errichtet. Das Refektorium von Kloster Stockau wurde 1661 erbaut, 1696 der Hochaltar und das Kirchenschiff,
1733 neue Gänge, die Sakristei, der hintere Teil des Klosters und 1756 das Brauhaus. Das Kloster hatte drei Höfe, die durch Tore miteinander verbunden waren. Im mittleren Hof gab es einen Granitbrunnen mit gutem Trinkwasser. Nach Aufhebung des Klosters wurden die Gebäude als Schloss der Herren von Poběžovice genutzt.
Heute (2013) werden Anstrengungen unternommen, die Kirche und das ehemalige Kloster wieder aufzubauen und zu restaurieren.